# Pianto di Davide
La tarsia Pianto di Davide fa parte delle tarsie del coro della basilica di Santa Maria Maggiore i cui disegni preparatori furono eseguiti da Lorenzo Lotto e intarsiati da Giovan Francesco Capoferri. È collocata sul presbiterio nel banco dei religiosi, ala destra undicesimo stallo. Uno studio delle tarsie e dei disegni preparatori fu realizzato dalla studiosa Francesca Cortesi Bosco e pubblicato nel 1987.

## Storia
La congregazione della Misericordia Maggiore, che amministrava la basilica mariana, e che aveva deciso di completare il presbiterio con un nuovo altare e con il nuovo coro, il 12 marzo 1524 affidò a Lorenzo Lotto la realizzazione dei disegni per le tarsie Per la loro realizzazione Lotto fu aiutato dal frate teologo francescano Gerolamo Terzi. La tarsia fu disegnata nel 1526 e realizzata dal Capoferri l'anno successivo venendo poi profilata solo nel 1531 da Ludovico da Mantova.

## Descrizione

### Tarsia
L'invenzione o storia racconta l'episodio descritto nel  Secondo Libro di Samuele quando il re Davide, chiede se il figlio fosse ancora vivo dopo la sanguinosa battaglia che vedeva contrapposti i due eserciti, quelli che sostenevano il nuovo re Assalonne, figlio del deposto re Davide, che era stata accusato di bigamia. Il padre però si trova nel suo palazzo e chiede più volte se il figlio fosse ancora vivo e venuto a conoscere della sua morte si dispera e si isola nelle stanze del palazzo.(Salomone, 18, 24-32, 19-1)
La tarsia raffigura esattamente quanto indicato nel Libro di Salomone. Il palazzo raffigurato ha l'architettura tipica del XVI secolo, con una importante trifora con vetrate istoriate complete di colonne reggenti architravi e timpani triangolari, e un ricco balcone con marmi screziati.  Il palazzo e la città sono circondati da alte mura che lo proteggono. Lorenzo Lotto raffigura la morte del figlio con un obelisco sulla cui cima pone una sfera. Questa ricorda come nell'antichità le ceneri dei personaggi importanti erano conservate in una sfera. Accanto all'obelisco vi è una coclide ornata di fasce a indicare l'onore e la gloria. A indicare maggiormente la morte del giovane, Lotto pone a sinistra della tarsia un albero altissimo a cui mancano tutti i rami fino alla sua cima che frondosa si perde nelle nubi buie del cielo, a ricordo anche della morte del giovane che era rimasto con il capo incagliato nei rami di una quercia mentre avanzava in battaglia.
Il re Davide è raffigurato posto tra le due porte d'ingresso della città, posto sul lato destro della torre come indicato nelle scritture. Due messaggeri sono portatori delle notizie sulla guerra e della conseguenza morte di suo figlio. Il primo messaggero, Achimaz, si inginocchia davanti al re e racconta della vittoriosa battaglia, ma Davide lo fa alzare per poter sentire anche il racconto del secondo messaggero che sta legando il cavallo alla barriera posta all'ingresso della porta di accesso alla torre. Cusi l'Etiopia si pone quindi davanti al re ed è portatore del funesto evento. Il pittore veneziano cerca di proporre una scena che dalla spasmodica aspettavia di buone notizie di trasforma nella tragedia del lutto. Diventando il punto di chiusura della storia tragica del re Davide con il suo figlio primogenito.
Davide rappresenta il peccatore che prende coscienza del suo male e attraverso l'aiuto divino attende la salvezza, perché sa che la follia di Dio è più saggia della saggezza degli uomini.

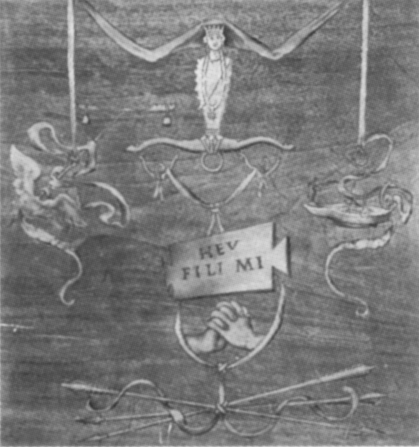
Coperto-Pianto di Davide

### Coperto
Il coperto o “picture a claro et obsuro” o impresa raffigura nella parte centrale la dea Diana Efesia ornata da un pendaglio, posta su di un giogo, mentre il cui capo regge la bilancia dalla quale scendono centralmente in un intrecciare di nodi una tavola dove è riportato il motto «HEU FILI MI» da dove partono due mani unite. Il nastro prosegue con tre frecce di cui due hanno la punta verso il basso una rivolta a destra e una a sinistra, e tre verso l'alto. Il coperto non è l'esegesi della tarsia, ma è la riflessione sulla miseria umana e su quanto possa diventare infelice la vita di un peccatore, dagli eventi che nascono dalla conseguenza del suo peccato.